# Пеша Романа (Витербо)
Пеша Романа је насеље у Италији у округу Витербо, региону Лацио.
Према процени из 2011. у насељу је живело 1013 становника. Насеље се налази на надморској висини од 20 м.